# Juraj I. Druget
Juraj I. Druget (počeštěně též Jiří I., starším pravopisem Drugeth, maďarsky I. Drugeth György) byl uherský šlechtic z humenské větve rodu Drugetů.

## Život
Měl za manželku Kristýnu Serečeňovou a později Annu Tarcajovou. V roce 1533 ho král Ferdinand ustanovil zemplínským županem. O dva roky později 26. června 1535 mu král Ferdinand nařídil, aby vrátil desátky jágerské kapitule, které jí sebral z užhorodského distriktu. V témže roce z 30. června daroval král jemu a jeho dědicům z vlastního popudu (lat. ad propria Comisiones) všechny majetky Mikuláše de Gathal, který se připojil k Janu Zápolskému, a tím způsobil věrným krále Ferdinanda velké škody.
Do složité situace při dvojvládí v Uhersku se z bratrů Drugethů nejméně zapojil Juraj I., který v době sporu vlastnil velké majetky v zemplínské a užské župě. V listině z 10. srpna 1533, kterou zaslal král Ferdinand I. kapitánovi Gasparovi Šerédymu je uvedeno, aby vzal pod svou ochranu leleského probošta Jana a aby vymohl zpět majetek Veľké Kapušany spolu se stříbrnými předměty a posvátnými nádobami, jakož i listinami a s dobytkem. To vše neprávem vzali proboštovi Janovi páni z Humenného.
Jurajova manželka Anna měla bratra Juraje Tarcaje, kterému mimo jiné patřil i hrad v Kamenici (okres Sabinov). Juraj Tarcaj se dal na stranu královny Alžběty Zápolské, ale v bitvě u Nagysolose v roce 1557 padl. Ještě před jeho smrtí se vlastnictví Kamenického hradu ujala jeho sestra Anna, která byla poslední z tohoto rodu. Spolu se svým manželem Jurajem I. Drugetem se spřáhla proti králi Ferdinandovi I. Král jejich postoj potrestal vojenskou výpravou, kterou vedl generál Šimon Forgáč. Hrad 12. června 1556 vojska dobyla a zničila navzdory hrdinské obraně hraběnky Anny Drugetové. Hraběnka se odstěhovala do zámečku v Mošurově, ze kterého ji v roce 1564 vyhnali a po těchto událostech o tři roky osamocená zemřela. 